# Elena Ștefănescu
Elena Ștefănescu (n. 10 aprilie 1958, Zimnicea, judetul Teleorman, România) este o poetă, eseistă, prozatoare, publicistă, membră a Uniunii Scriitorilor din România (Asociația Scriitorilor din București). Opere ale sale au fost traduse și în limbile engleză și italiană.

## Studii
Școala elementară si liceul le face la Zimnicea, iar studiile universitare la București ( Universitatea din Bucuresti, Facultatea de istorie- filozofie).

## Operă
- Statuile din noi, București, 1980
- Blesteme esențiale, București, 1990
- Casa din subconștient, București, 1994
- Doi de treflă, București, 1994
- Poeme drăcești – Dialogue with Dracula, București, 1995
- Rugă pentru Vatican – Prayer for Vatican – Preghiera al Vaticano, București, 1996
- Ruleta tranziției, București, 1996
- Una sută una poeme – Colier de lacrimi, București, 1997
- Poeme drăcești – Dialogue with Dracula, București, 1997
- Aproape totul despre Antonie Iorgovan, București, 1995
- Rugă pentru Vatican – A prayer to Vatican – Preghiera al Vaticano, București, 1998
- Prințesa valahă – servitoare de lux la balul Dracula – Wallachian princess high-life maid at the Dracula ball, București, 1998
- Mai aproape de Dumnezeu cu Dumitru Dorin Prunariu, Timișoara, 1999
- Tudor Gheorghe la curtile dorului, Timișoara, 1999
- Între Steaua Polară și Crucea Sudului, București, 2000 ; Taifas târziu în spațiul Dracula – Late chat in Dracula’s land, București, 2001
- Am văzut Coloana ta, Infinitule!, București, 2001
- Îngerii roșii, 2003
- Sex cu politicieni, București, 2004
- Noaptea licuricilor, București,2005
- Sex cu politicieni Bells of hell upon you, politicians!, București, 2012
- Rugă pentru Vatican – A prayer to Vatican – Preghiera al Vaticano Editia a treia, București, 2016